# Ommatius digitus
Ommatius digitus là một loài ruồi trong họ Asilidae. Ommatius digitus được Scarbrough & Marascia & Hill miêu tả năm 2003. Loài này phân bố ở vùng nhiệt đới châu Phi.